# Sauzet (Lot)
Sauzet – miejscowość i gmina we Francji, w regionie Oksytania, w departamencie Lot.
Według danych na rok 1990 gminę zamieszkiwało 370 osób, a gęstość zaludnienia wynosiła 33 osoby/km² (wśród 3020 gmin regionu Midi-Pyrénées Sauzet plasuje się na 702. miejscu pod względem liczby ludności, natomiast pod względem powierzchni na miejscu 1001.).